# پارک شبه‌ملی اکییوشیدای
پارک شبه‌ملی اکییوشیدای (به لاتین: Akiyoshidai Quasi-National Park) یک پارک شبه‌ملی و منطقهٔ مسکونی در ژاپن است که در مینه، یاماگوچی واقع شده‌است.